# 차민기
차민기(본명: 이의선, 1979년 12월 15일 ~ )은 대한민국의 배우, 가수이다.

## 학력
- 중부대학교 연극영화학과 중퇴

## 드라마
- 2010년 KNN 촌티콤 웰컴 투 가오리 - 주연
- 2003년 SBS 당신 곁으로

## 데뷔
- 2001년 MBC '스타 레볼루션'

## 음반
- 2022년 하이컨디션
- 2022년 라라코리아
- 2016년 2집 차민기
- 2010년 니가 뭘 알아